# Falcileptoneta asuwana
Falcileptoneta asuwana là một loài nhện trong họ Leptonetidae.
Loài này thuộc chi Falcileptoneta. Falcileptoneta asuwana được miêu tả năm 1981 bởi Nishikawa.